# San Juan Bautista (Catedral de Toledo)
San Juan Bautista es uno de los cuadros atribuidos a Caravaggio sobre la vida de Juan Bautista. Se encuentra en la catedral de Toledo.
La atribución de esta pintura a Caravaggio está siendo disputada (el candidato alternativo es Bartolomeo Cavarozzi), si bien las últimas investigaciones realizadas durante su restauración en 2022 apuntan a que, efectivamente, se trata verdaderamente de una obra de Caravaggio. Se encuentra en el Museo Catedrálico, de Toledo, y John Gash, uno de sus biógrafos, especula que es de sus inicios en la pintura y formó parte de un conjunto para el Hospital de la Consolación. Mancini, primer estudioso de la figura de Caravaggio, menciona esta obra y afirma que Caravaggio «las llevó consigo a su patria», pero una copia quedó en Sevilla, hacia 1593. Varios de los eruditos que han estudiado la obra de Caravaggio ven en esta obra un modelo para sus siguientes trabajos, como San Francisco de Asís en éxtasis y Los músicos. Alfonso Pérez Sánchez, antiguo director del Museo del Prado, define a esta obra como «un bello paisaje típico de Caravaggio». De acuerdo con Pérez Sánchez, esta obra pudo influir en los años sevillanos de Diego Velázquez.
Peter Robb da por hecho que la pintura es de Caravaggio, y la data cerca de 1598, en la época del mecenazgo de Francesco María del Monte. Según Robb, el modelo es el mismo que en El sacrificio de Isaac de la colección Piasecka Johnson, y ambas obras son de la misma fecha. Pero la autoría de El sacrificio de Isaac también es discutida, por lo que no se resuelve el problema de la autoría. En la pintura, Juan aparece sobre un campo verde, entre cañas y uvas, con un bastón simbolizando su misión y con una oveja a sus pies. Esta representación quedaría como un precedente para futuras obras del mismo estilo.
Juan Bautista tiene un aspecto más preocupado que el resto de las obras de Caravaggio en esa época. Las hojas bajo el personaje y la vegetación que le rodea se representan con un cuidado casi fotográfico, emulando a Cesto con frutas, de la misma época. Las espinas y la oveja recuerdan a una obra  posterior de Caravaggio, La coronación de espinas.
La decisión de Caravaggio de pintar un Juan Bautista joven y no apegado a la tradición pictórica imperante fue un tanto inesperada. Hasta entonces, se le representaba como un niño, acompañado de su madre Isabel, su tía María y su primo Jesús, también niño. Otras veces era pintado como un joven en edad madura, casi adulta, bautizando a Cristo. Tanto Andrea del Sarto como Leonardo da Vinci pintaron el mismo tema, de una forma que prefigura el modelo caravaggista. Esta última opción era la visión particular de Caravaggio sobre el tema, una elección que muchas veces se impondrá a los designios estéticos de su tiempo.
El cuadro toledano fue restaurado en 2022, desvelándose que en el cabello del santo había una flor, similar a la que se ve en el Muchacho mordido por un lagarto cuya autoría caravaggesca no se discute. La flor había sido raspada y cubierta con pintura, de modo que la restauración sólo pudo desvelar su presencia pero no reconstruirla .